# Schlinge (Knotenkunde)
Die Schlinge ist in der Knotenkunde eine Kategorie von Knoten, nämlich jedes Auge, das sich auf Zug zuzieht (verkleinert, verengt). Die wichtigsten Schlingen sind in der Liste von Knoten unter der Art „Schlinge“ beschrieben.

## Eigenschaften und Verwendung
Eine Schlinge ist eine Variante der Schlaufe, bei der sich das Auge zuzieht, wenn man an der stehenden Part zieht. Sie ähnelt einem Festmacherknoten, wird jedoch nicht direkt um ein Objekt geknüpft, sondern in der Hand. So kann sie verwendet werden, um Objekte zu binden, aber auch um Fallen zu stellen wie bei einer Dohne.

## Geschichte
Schlingen waren vermutlich bereits in prähistorischen Zeiten bekannt. So wurde der Tollund-Mann mit einer Schlinge um den Hals gefunden, mit der er erhängt wurde. Sein Todeszeitraum wird auf 405–380 v. Chr. geschätzt.
In einigen Höhlen des Großen Beckens wurden aus Schlingen gebaute Fallen entdeckt. Sie wurden dort vermutlich ab etwa 180 n. Chr. verwendet.

## Zwei Arten, Schlingen zu knüpfen

### 1) Mit einzigem homogenen Knoten
Bei der ersten Art wird ein einziger homogener Knoten geknüpft, wie z. B. bei der Einfachen Schlinge. Diese Art kann meistens gelöst werden, ohne den Knoten zu lockern.

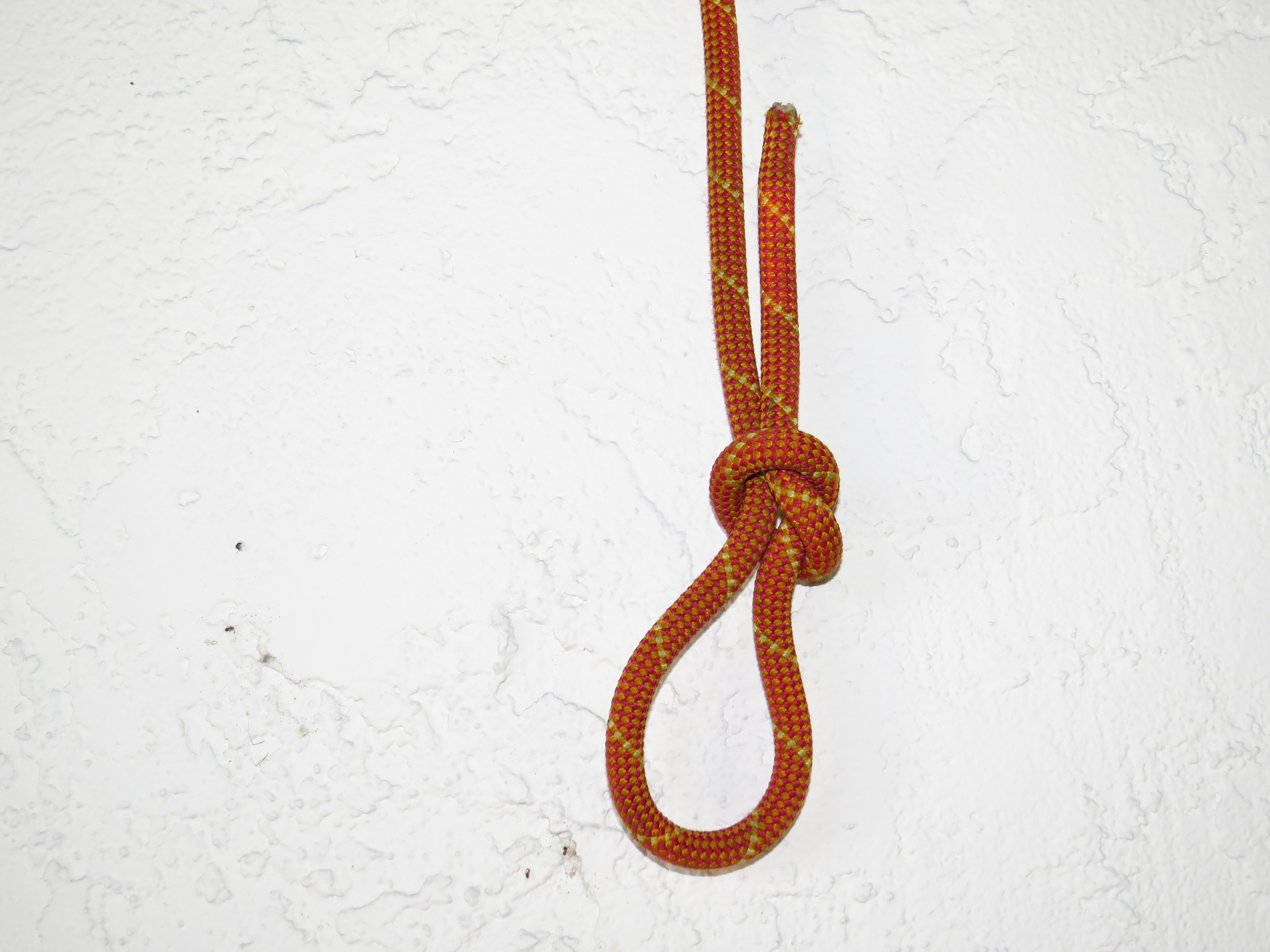
Einfache Schlinge. Der kleinste Schlingenknoten.
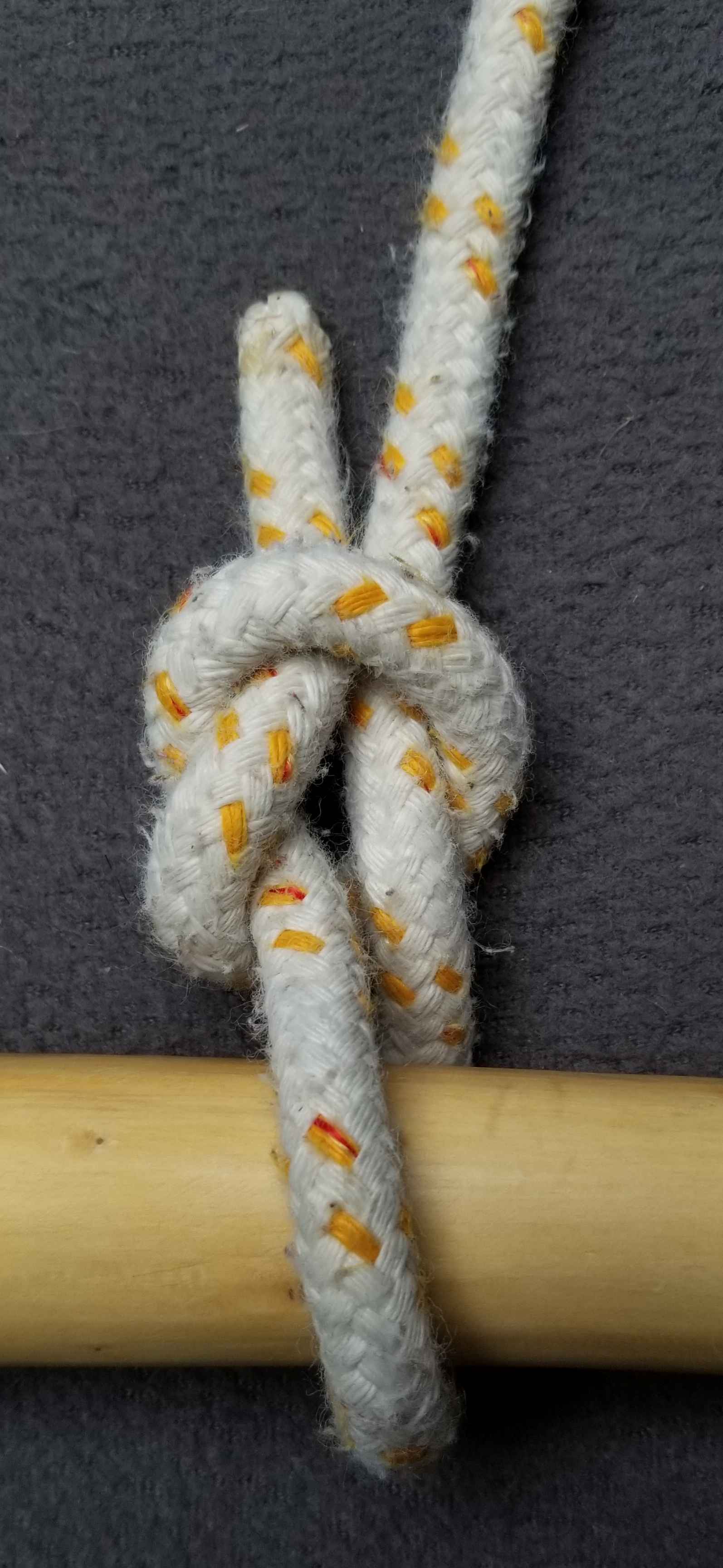
Wird die Einfache Schlinge um einen Gegenstand (hier eine Stange) gebunden, erhält man einen Schlingenstek
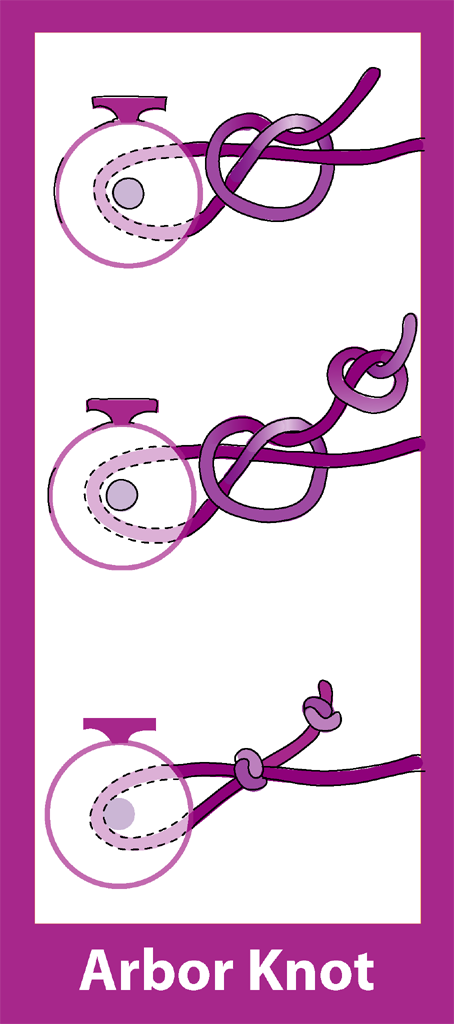
Angler benutzen den Arborknoten als Schlinge. Er unterscheidet sich vom Schlingenstek nur durch den Stopperknoten (Überhandknoten) am Arbeitsende.
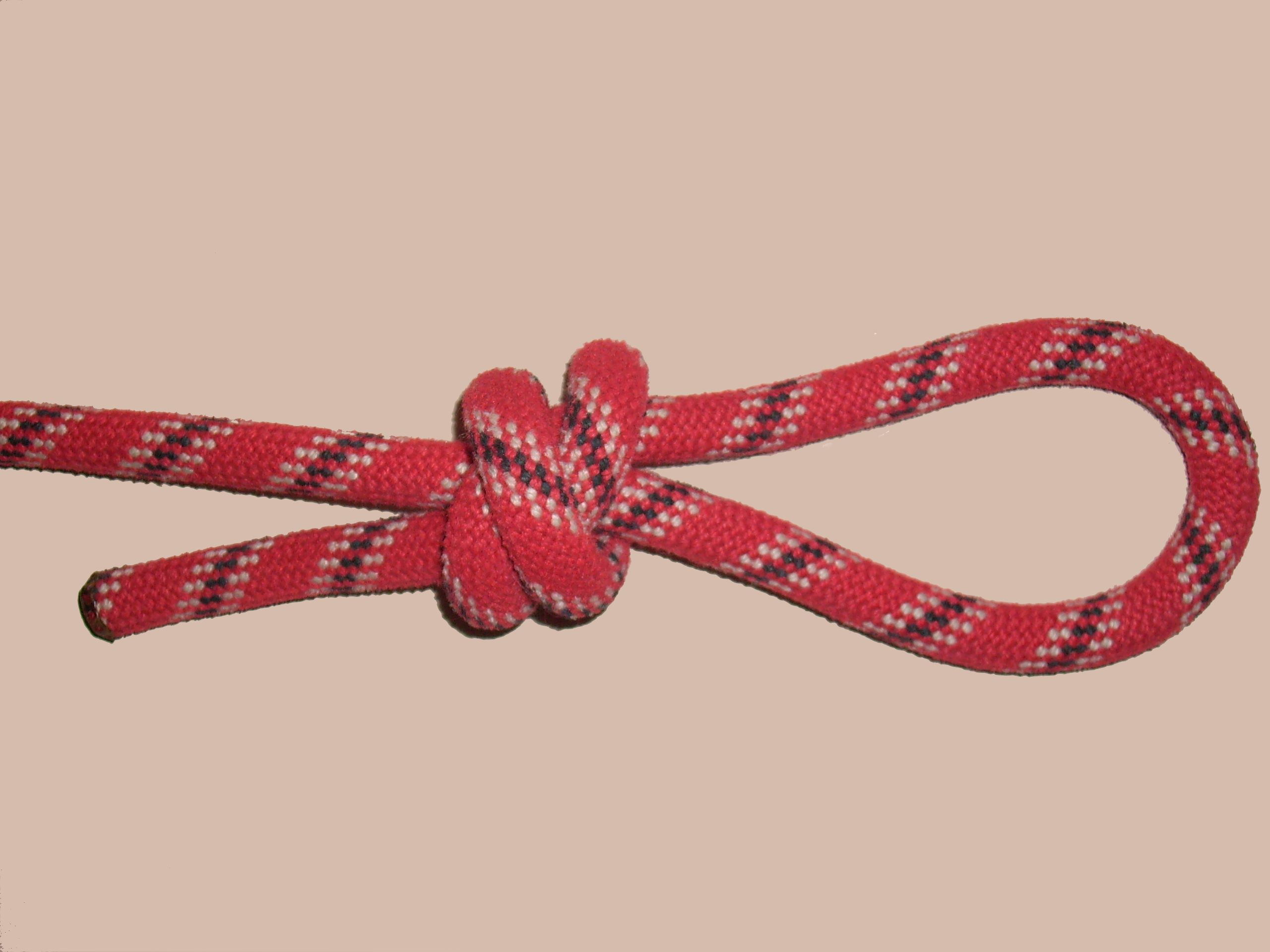
Höhlenknoten mit doppeltem Überhandknoten
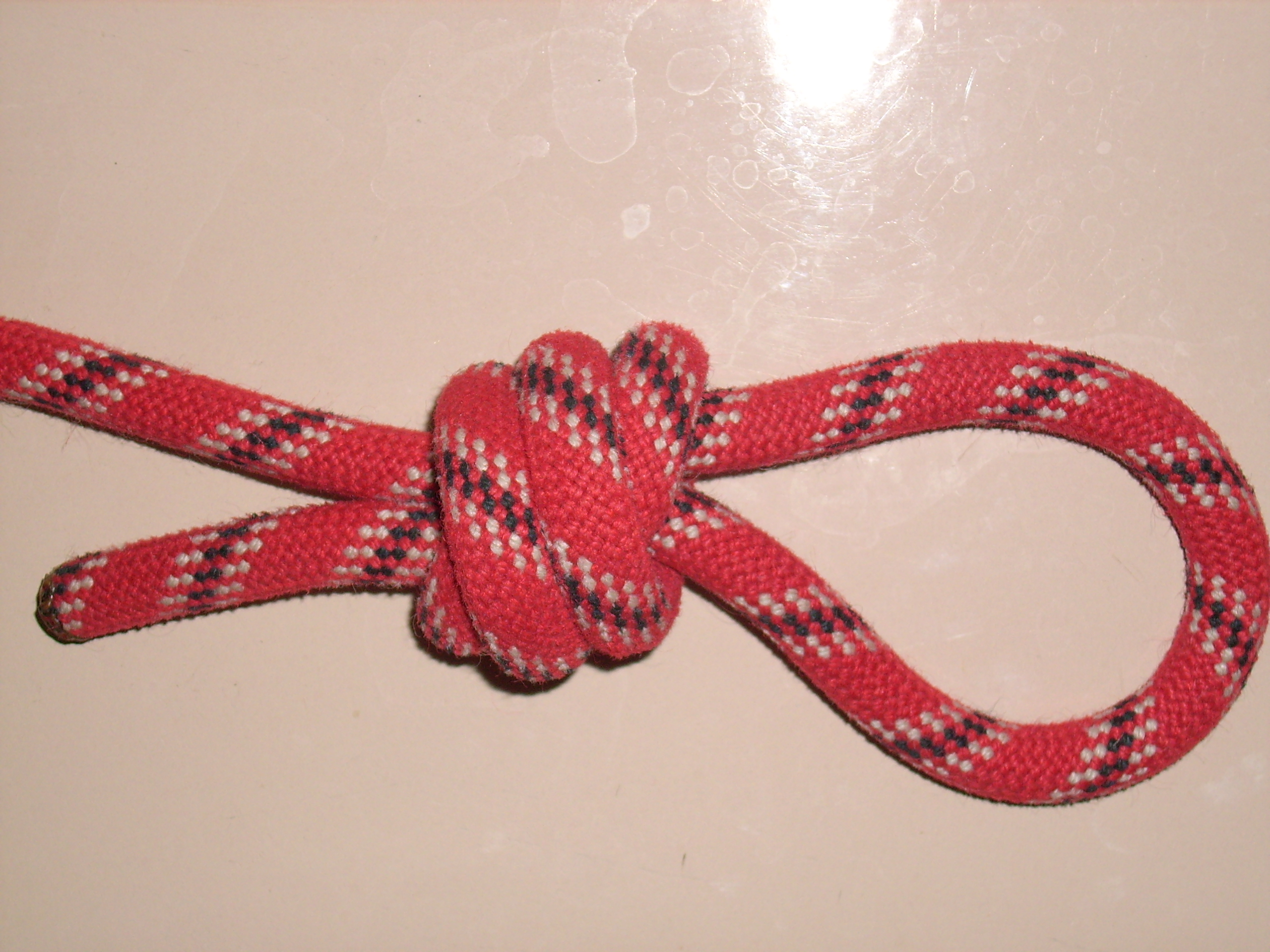
Zweistrang-Bändselknoten oder Schafottknoten mit dreifachem Überhandknoten

### 2) Mit fester Schlaufe
Bei der zweiten Art wird eine feste Schlaufe gebildet, durch die man eine Bucht zieht, wie z. B. bei einem Lasso.

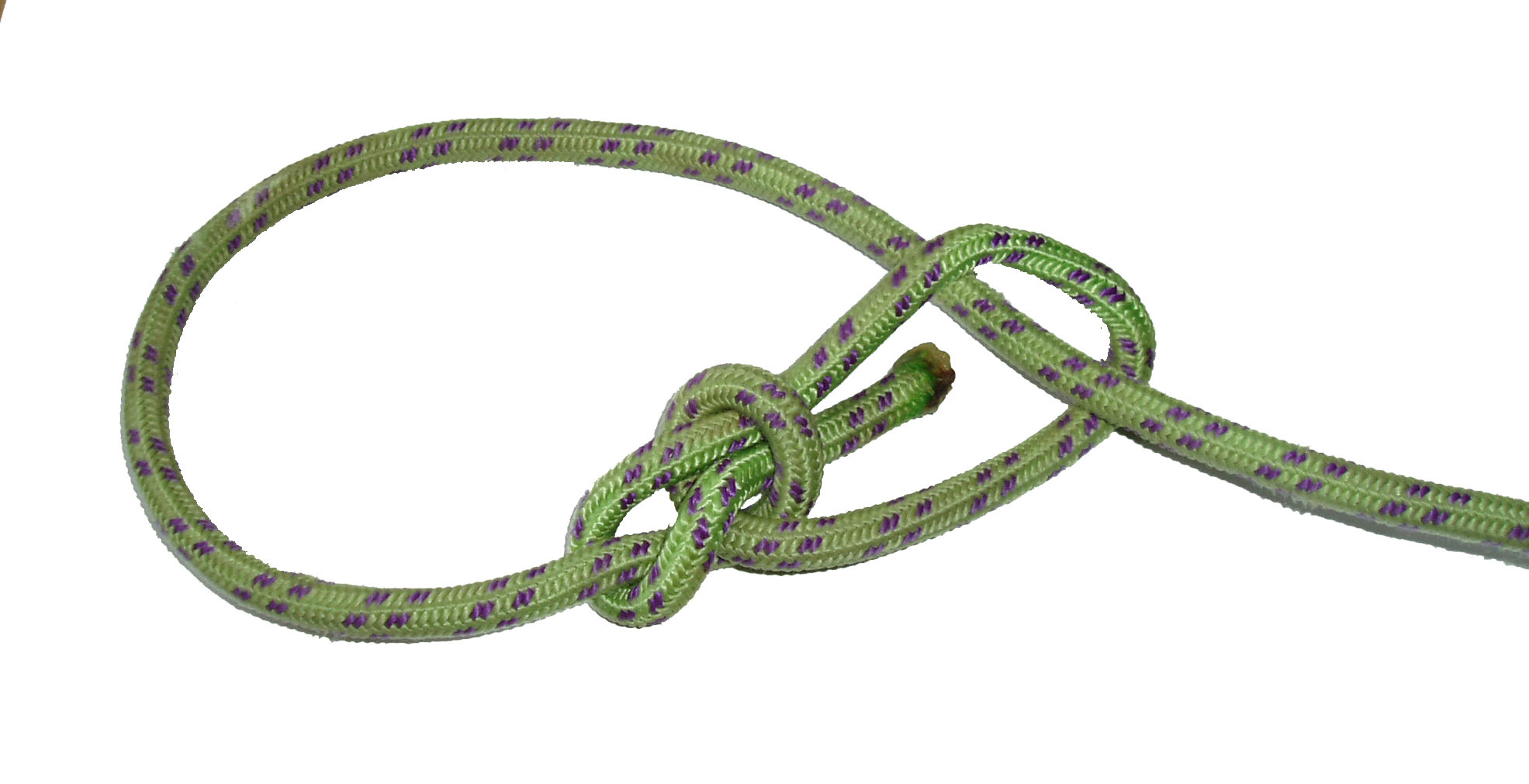
Lasso aus einem Palstek
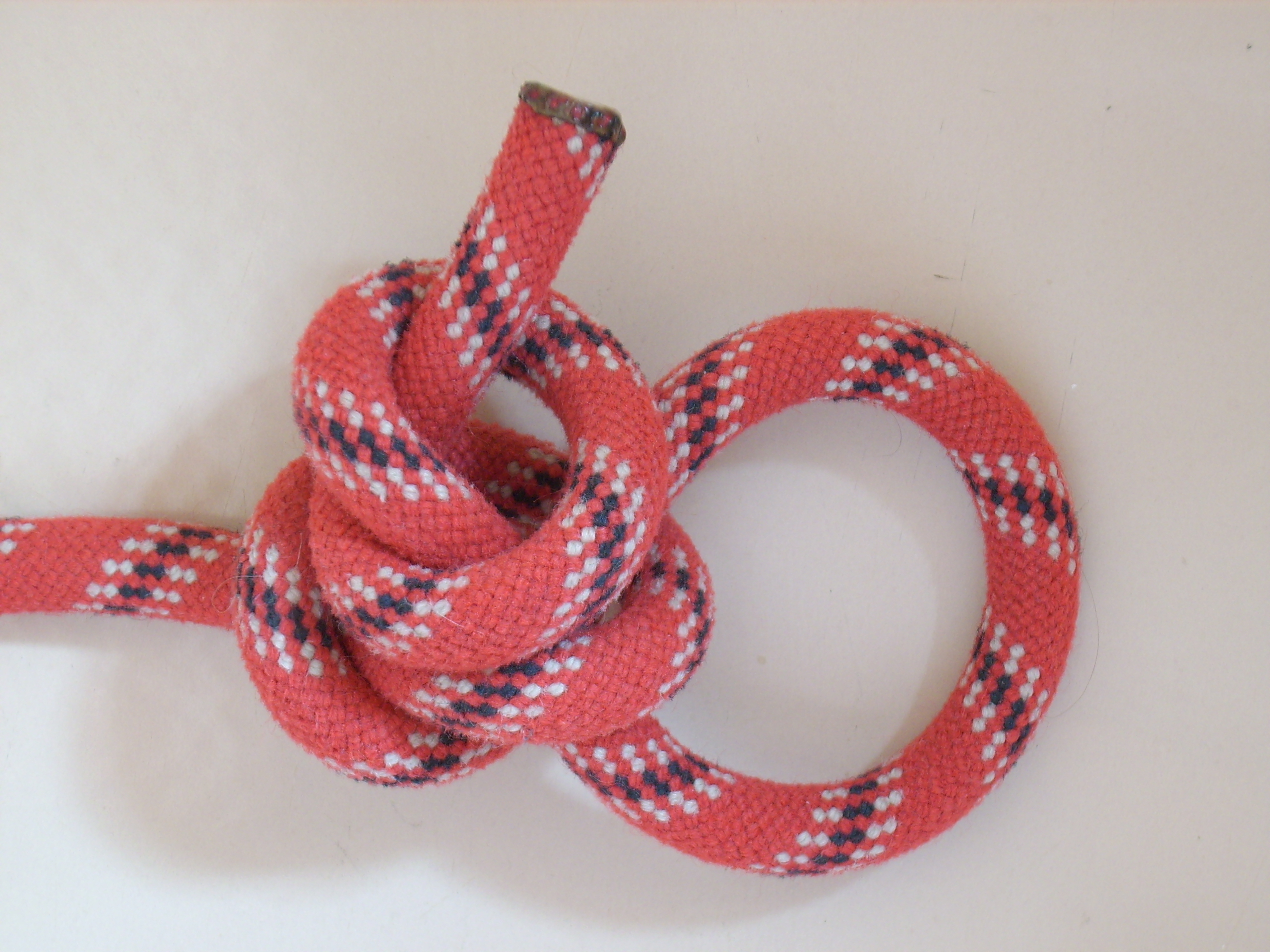
Mit dem Hondaknoten bekommt man eine rundere Schlaufe zum Erzeugen einer Schlinge als mit einem Palstek.
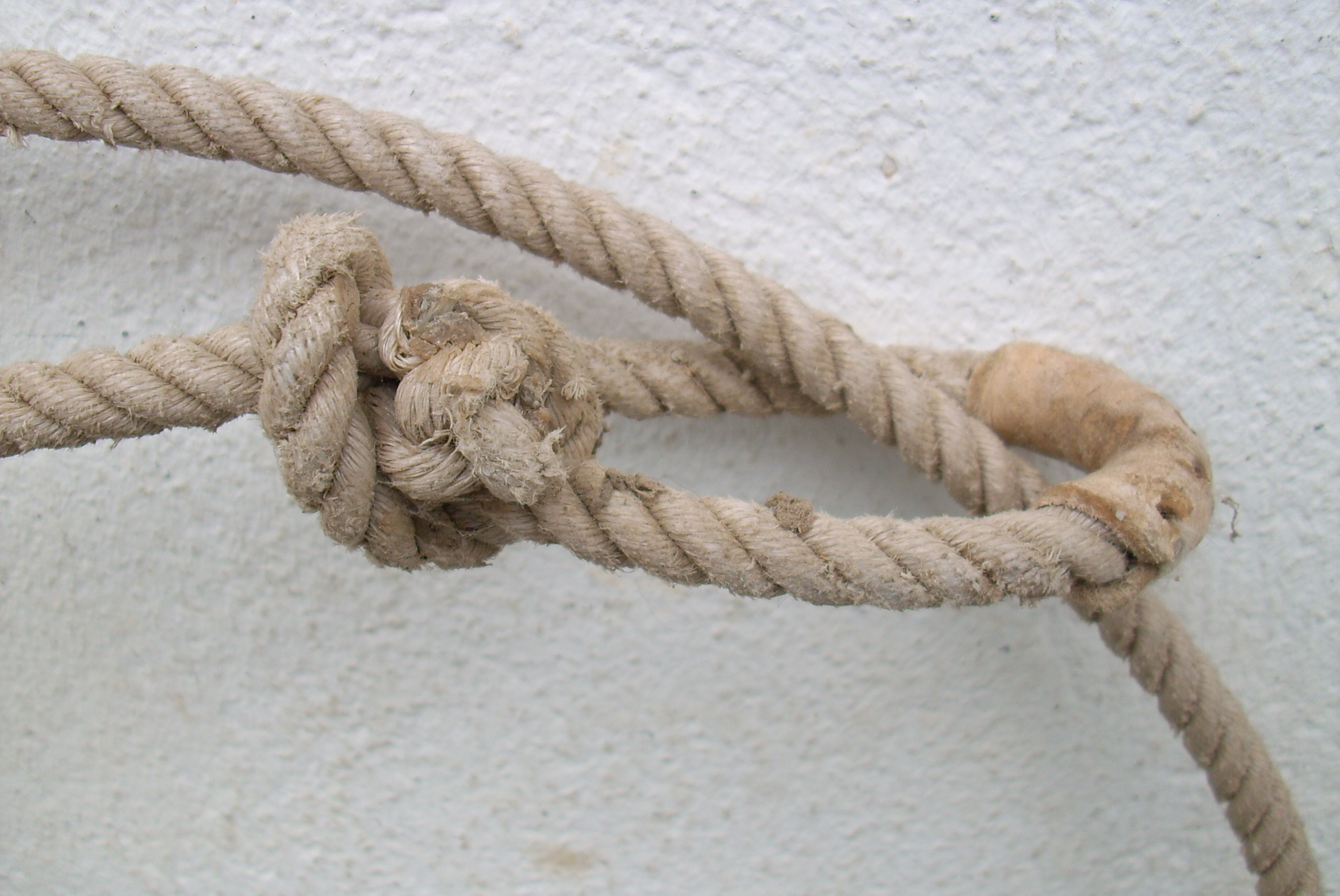
Knoten an Hanf-Lasso
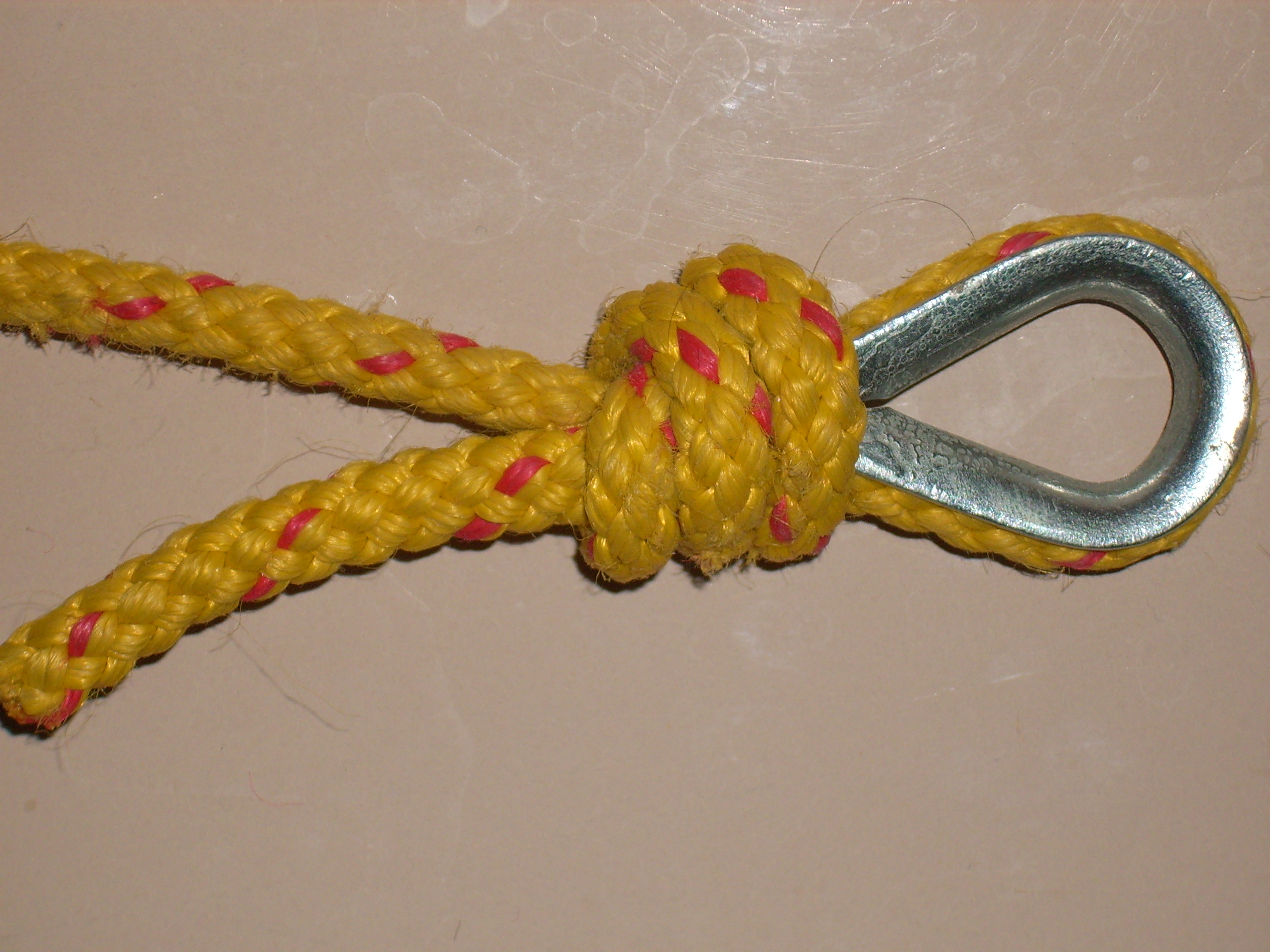
Der Zweistrang-Bändselknoten zum Erzeugen einer Schlaufe.